# Frank Dicksee
Francis Bernard Dicksee (Londres, 27 de noviembre de 1853 - 17 de octubre de 1928) fue un pintor inglés victoriano e ilustrador, conocido por sus pinturas de literatura dramática, histórica y de escenarios de leyendas. Llevó también a cabo retratos de mujeres.

## Biografía
Dicksee fue educado desde edades tempranas para la pintura por parte de su padre Thomas Dicksee, de su hermano Herbert Dicksee y de su hermana Margaret Dicksee. En 1870, con tan sólo 17 años, se inscribió en la Royal Academy of Arts. Con 20 años propuso, con gran escándalo entre sus compatriotas, que se permitiera el estudio del modelo vivo a las mujeres que seguían las enseñanzas de Pintura y Escultura. Su éxito comenzó pronto, pues en 1924 ya fue elegido presidente de la Academia y en 1925 fue nombrado caballero. En 1927 fue nombrado miembro de la Real Orden Victoriana por parte del rey Jorge V.

## Obras

Romeo y Julieta, 1884

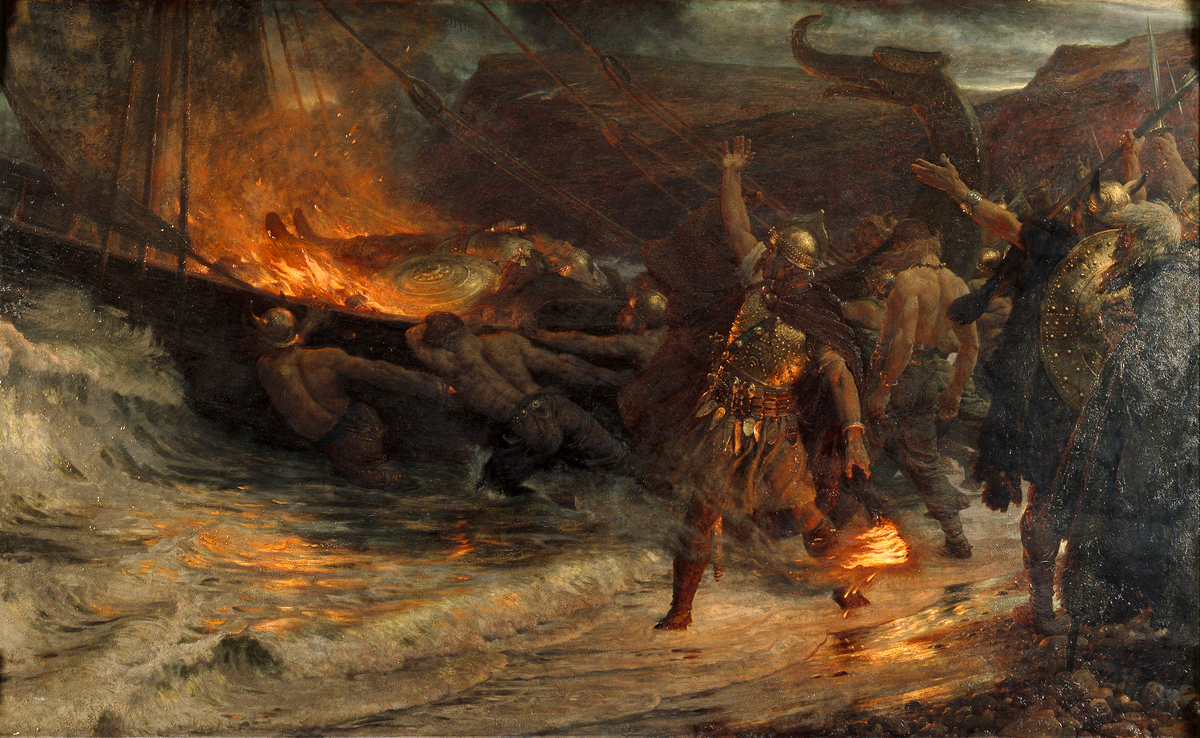
El funeral de un vikingo, 1893

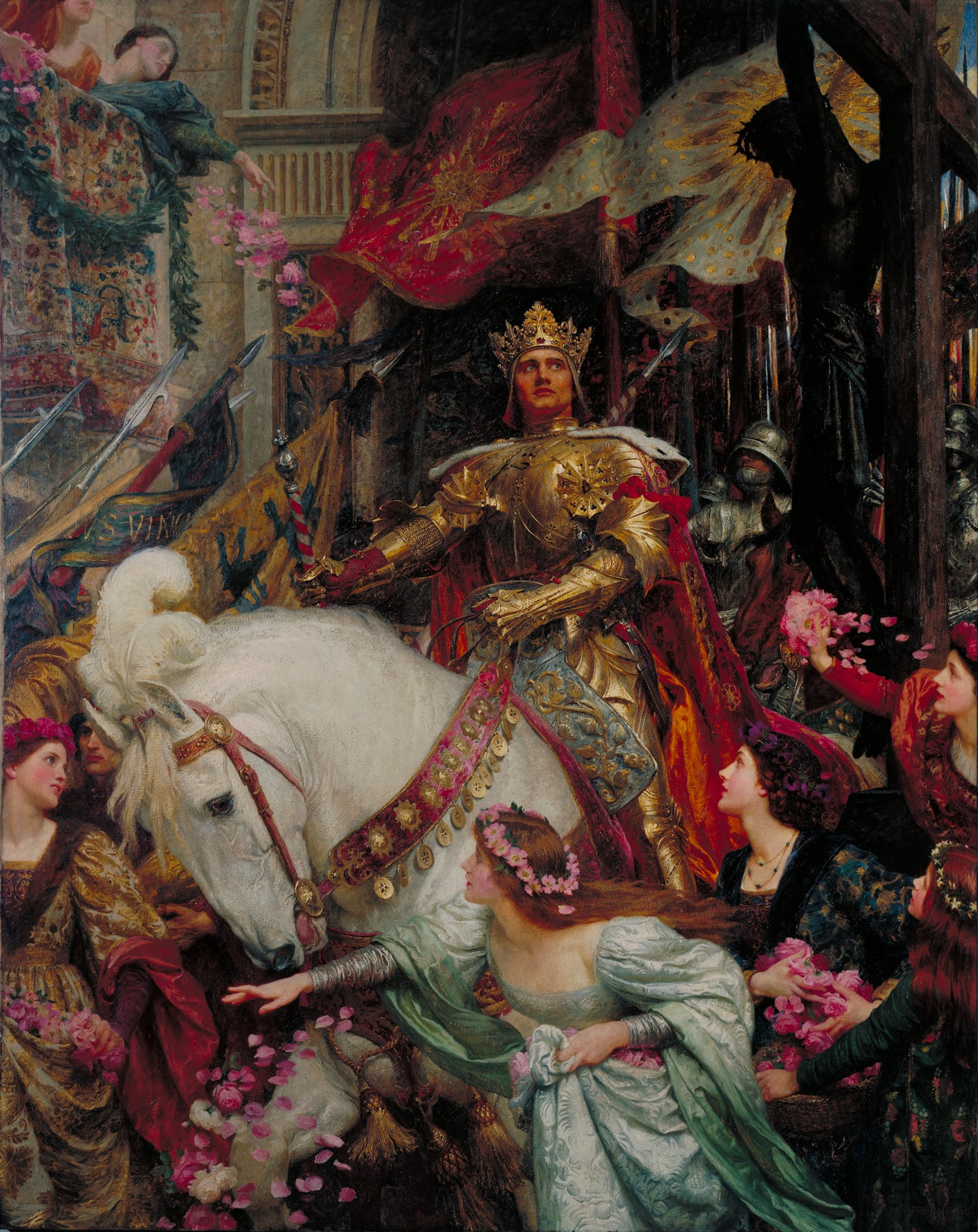
Las dos coronas, 1900

Entre sus principales obras figuran:
- Armonía.
- Evangelina.
- El símbolo.
- Historia de amor.
- El espejo mágico.
- Retrato de Lady Aird.
- Retrato de la Duquesa de Buckingham.
- Romeo y Julieta.
- Chivalry (1885).
- Las dos coronas (1900).
- La bella dama sin piedad (1901).